# Bloška Polica
Bloška Polica je naselje u slovenskoj Općini Cerknici. Bloška Polica se nalazi u pokrajini Notranjskoj i statističkoj regiji Notranjsko-kraškoj. 

## Stanovništvo
Prema popisu stanovništva iz 2002. godine naselje je imalo 78 stanovnika.